# Iodictyum sanguineum
Iodictyum sanguineum är en mossdjursart som först beskrevs av Ortmann 1890.  Iodictyum sanguineum ingår i släktet Iodictyum och familjen Phidoloporidae. Inga underarter finns listade i Catalogue of Life.